# Pseudoepígraf
Un pseudoepígraf és una obra d'autoria falsament atribuïda. Els autors reals n'atribueixen l'autoria a una figura important del passat per donar més autoritat al text. A l'Antiguitat era costum acceptada atribuir l'autoria d'un llibre a una figura venerada.
El mot prové del grec antic, un compost de pseudo, 'fals', i el verb ἐπιγραφω, epigrapho, adscriure).
Han existit escrits pseudoepigràfics gairebé des de la invenció de la literatura. Per exemple, en l'antiga llengua grega els autors sovint es refereixen als textos com escrits per Orfeu o el seu deixeble Musaeus. També en l'Antiguitat la col·lecció coneguda com els Himnes homèrics han estat reconeguts com a pseudoepigràfics, perquè en realitat no foren escrits per Homer.
En la filologia, quan es demostra que una obra no va ser escrita per l'autor al qual se l'ha atribuït, se sol afegir el prefix pseudo al nom. Així, la compilació enciclopèdica dels mites grecs anomenat Biblioteca que sovint s'atribueix a Apol·lodor ara s'anomena «pseudo-Apol·lodor» i el Catasterisme, que no fou escrit per l'astrònom Eratòstenes, ara s'anomena «pseudo-Eratòstenes». El prefix pot ser abreujat, com ps-Apolodor o ps-Eratòstenes.

## Pseudoepígrafs religiosos
En la Bíblia la paraula pseudoepígrafs, es refereix particularment a les obres que pretenen ser escrites per reconegudes autoritats de l'Antic i el Nou Testament o per les persones jueves o cristiana implicades en l'estudi religiós. Eusebi de Cesarea diu que aquest costum es remunta almenys a Serapi, bisbe d'Antioquia, per haver dit: «Però els escrits que són falsament inscrit amb el seu nom (pseudoepígrafs), nosaltres, com a persones amb experiència rebutgem...». S'atribueixen clarament com a llibres pseudoepigràfics de l'Antic Testament:
- Llibre d'Henoc suposadament escrit per Henoc (avantpassat de Noè), un personatge esmentat en el capítol 5 del llibre Gènesi. El text hauria ser redactat per diversos autors jueus entre els segles iii i I aC.

- Llibre dels Jubileus, que pretén ser una revelació a Moisès, en realitat el text fou escrit entorn de l'any 100 aC.

- Apocalipsi grec de Baruc, escrit a finals del segle I dC o inici del segle ii.

Llibres canònics sospitosos:
- Segona epístola de Pere, malgrat la carta identifica com a autor a l'apòstol Pere, la majoria dels estudiosos estan d'acord que no n'és l'autor.[4]

Altres pseudoepígrafs religiosos famosos:
- Profecia de Malaquies, escrit devers 1590, adscrit a Malaquies d'Armagh (1094-1148), una pseudoprofecia sobre els papes futurs.[5]